# Metaclythia
Metaclythia is een geslacht van insecten uit de familie van de breedvoetvliegen (Platypezidae), die tot de orde tweevleugeligen (Diptera) behoort.

## Soort
- M. currani Kessel, 1952